# 畢曉普斯托福德
畢曉普斯托福德是英國英格蘭的一座集镇，位於哈特福郡的東哈特福區。畢曉普斯托福德是倫敦的衛星城市之一，倫敦前往劍橋的鐵路線也途徑這裡。2010年時，畢曉普斯托福德有人口38,202人。畢曉普斯托福德也是一座非常富裕的衛星城市。